# فيصل عبد العزيز (لاعب كرة قدم بحريني)
فيصل عبد العزيز لاعب كرة قدم بحريني كان يجيد اللعب في مركز قلب الدفاع. لعب كامل مسيرته الرياضية في نادي المحرق. شارك مع منتخب البحرين في بطولة كأس آسيا 2004. توفى في 19 فبراير 2021.